# Toumanski M-88
Pour les articles homonymes, voir M88.
| Gnome Rhône 9K9 cylindres en étoilerefroid. à airca.1927       | Gnome Rhône 9K9 cylindres en étoilerefroid. à airca.1927       | Gnome Rhône 9K9 cylindres en étoilerefroid. à airca.1927       | Gnome Rhône 9K9 cylindres en étoilerefroid. à airca.1927       | Gnome Rhône 9K9 cylindres en étoilerefroid. à airca.1927       | Gnome Rhône 9K9 cylindres en étoilerefroid. à airca.1927       |                                                                 |                                                                 |                                                                 |                                                                 |                                                                 |                                                                 |  |  | Gnome Rhône 14K14 cylindres en étoilerefroid. à airca.1928                 | Gnome Rhône 14K14 cylindres en étoilerefroid. à airca.1928                 | Gnome Rhône 14K14 cylindres en étoilerefroid. à airca.1928                 | Gnome Rhône 14K14 cylindres en étoilerefroid. à airca.1928                 | Gnome Rhône 14K14 cylindres en étoilerefroid. à airca.1928                 | Gnome Rhône 14K14 cylindres en étoilerefroid. à airca.1928                 |  |  |  |  |  |  |  |  |  |  |  |  |  |  |
| Gnome Rhône 9K9 cylindres en étoilerefroid. à airca.1927       | Gnome Rhône 9K9 cylindres en étoilerefroid. à airca.1927       | Gnome Rhône 9K9 cylindres en étoilerefroid. à airca.1927       | Gnome Rhône 9K9 cylindres en étoilerefroid. à airca.1927       | Gnome Rhône 9K9 cylindres en étoilerefroid. à airca.1927       | Gnome Rhône 9K9 cylindres en étoilerefroid. à airca.1927       |                                                                 |                                                                 |                                                                 |                                                                 |                                                                 |                                                                 |  |  | Gnome Rhône 14K14 cylindres en étoilerefroid. à airca.1928                 | Gnome Rhône 14K14 cylindres en étoilerefroid. à airca.1928                 | Gnome Rhône 14K14 cylindres en étoilerefroid. à airca.1928                 | Gnome Rhône 14K14 cylindres en étoilerefroid. à airca.1928                 | Gnome Rhône 14K14 cylindres en étoilerefroid. à airca.1928                 | Gnome Rhône 14K14 cylindres en étoilerefroid. à airca.1928                 |  |  |  |  |  |  |  |  |  |  |  |  |  |  |
| Toumanski M-759 cylindres en étoilerefroid. à airca.1935Annulé | Toumanski M-759 cylindres en étoilerefroid. à airca.1935Annulé | Toumanski M-759 cylindres en étoilerefroid. à airca.1935Annulé | Toumanski M-759 cylindres en étoilerefroid. à airca.1935Annulé | Toumanski M-759 cylindres en étoilerefroid. à airca.1935Annulé | Toumanski M-759 cylindres en étoilerefroid. à airca.1935Annulé |                                                                 |                                                                 |                                                                 |                                                                 |                                                                 |                                                                 |  |  | Toumanski M-8514 cylindres en étoilerefroid. à airca.1939468 construits    | Toumanski M-8514 cylindres en étoilerefroid. à airca.1939468 construits    | Toumanski M-8514 cylindres en étoilerefroid. à airca.1939468 construits    | Toumanski M-8514 cylindres en étoilerefroid. à airca.1939468 construits    | Toumanski M-8514 cylindres en étoilerefroid. à airca.1939468 construits    | Toumanski M-8514 cylindres en étoilerefroid. à airca.1939468 construits    |  |  |  |  |  |  |  |  |  |  |  |  |  |  |
| Toumanski M-759 cylindres en étoilerefroid. à airca.1935Annulé | Toumanski M-759 cylindres en étoilerefroid. à airca.1935Annulé | Toumanski M-759 cylindres en étoilerefroid. à airca.1935Annulé | Toumanski M-759 cylindres en étoilerefroid. à airca.1935Annulé | Toumanski M-759 cylindres en étoilerefroid. à airca.1935Annulé | Toumanski M-759 cylindres en étoilerefroid. à airca.1935Annulé |                                                                 |                                                                 |                                                                 |                                                                 |                                                                 |                                                                 |  |  | Toumanski M-8514 cylindres en étoilerefroid. à airca.1939468 construits    | Toumanski M-8514 cylindres en étoilerefroid. à airca.1939468 construits    | Toumanski M-8514 cylindres en étoilerefroid. à airca.1939468 construits    | Toumanski M-8514 cylindres en étoilerefroid. à airca.1939468 construits    | Toumanski M-8514 cylindres en étoilerefroid. à airca.1939468 construits    | Toumanski M-8514 cylindres en étoilerefroid. à airca.1939468 construits    |  |  |  |  |  |  |  |  |  |  |  |  |  |  |
|                                                                |                                                                |                                                                |                                                                |                                                                |                                                                |                                                                 |                                                                 |                                                                 |                                                                 |                                                                 |                                                                 |  |  |                                                                            |                                                                            |                                                                            |                                                                            |                                                                            |                                                                            |  |  |  |  |  |  |  |  |  |  |  |  |  |  |
| Toumanski M-769 cylindres en étoilerefroid. à airca.1936Annulé | Toumanski M-769 cylindres en étoilerefroid. à airca.1936Annulé | Toumanski M-769 cylindres en étoilerefroid. à airca.1936Annulé | Toumanski M-769 cylindres en étoilerefroid. à airca.1936Annulé | Toumanski M-769 cylindres en étoilerefroid. à airca.1936Annulé | Toumanski M-769 cylindres en étoilerefroid. à airca.1936Annulé |                                                                 |                                                                 |                                                                 |                                                                 |                                                                 |                                                                 |  |  | Toumanski M-8614 cylindres en étoilerefroid. à airca.1937548 construits    | Toumanski M-8614 cylindres en étoilerefroid. à airca.1937548 construits    | Toumanski M-8614 cylindres en étoilerefroid. à airca.1937548 construits    | Toumanski M-8614 cylindres en étoilerefroid. à airca.1937548 construits    | Toumanski M-8614 cylindres en étoilerefroid. à airca.1937548 construits    | Toumanski M-8614 cylindres en étoilerefroid. à airca.1937548 construits    |  |  |  |  |  |  |  |  |  |  |  |  |  |  |
| Toumanski M-769 cylindres en étoilerefroid. à airca.1936Annulé | Toumanski M-769 cylindres en étoilerefroid. à airca.1936Annulé | Toumanski M-769 cylindres en étoilerefroid. à airca.1936Annulé | Toumanski M-769 cylindres en étoilerefroid. à airca.1936Annulé | Toumanski M-769 cylindres en étoilerefroid. à airca.1936Annulé | Toumanski M-769 cylindres en étoilerefroid. à airca.1936Annulé |                                                                 |                                                                 |                                                                 |                                                                 |                                                                 |                                                                 |  |  | Toumanski M-8614 cylindres en étoilerefroid. à airca.1937548 construits    | Toumanski M-8614 cylindres en étoilerefroid. à airca.1937548 construits    | Toumanski M-8614 cylindres en étoilerefroid. à airca.1937548 construits    | Toumanski M-8614 cylindres en étoilerefroid. à airca.1937548 construits    | Toumanski M-8614 cylindres en étoilerefroid. à airca.1937548 construits    | Toumanski M-8614 cylindres en étoilerefroid. à airca.1937548 construits    |  |  |  |  |  |  |  |  |  |  |  |  |  |  |
|                                                                |                                                                |                                                                |                                                                |                                                                |                                                                |                                                                 |                                                                 |                                                                 |                                                                 |                                                                 |                                                                 |  |  | Toumanski M-8714 cylindres en étoilerefroid. à airca.19385 464 construits  |                                                                            |                                                                            |                                                                            |                                                                            |                                                                            |  |  |  |  |  |  |  |  |  |  |  |  |  |  |
|                                                                |                                                                |                                                                |                                                                |                                                                |                                                                |                                                                 |                                                                 |                                                                 |                                                                 |                                                                 |                                                                 |  |  |                                                                            |                                                                            |                                                                            |                                                                            |                                                                            |                                                                            |  |  |  |  |  |  |  |  |  |  |  |  |  |  |
|                                                                |                                                                |                                                                |                                                                |                                                                |                                                                | Toumanski M-9018 cylindres en étoilerefroid. à airca.1939Annulé | Toumanski M-9018 cylindres en étoilerefroid. à airca.1939Annulé | Toumanski M-9018 cylindres en étoilerefroid. à airca.1939Annulé | Toumanski M-9018 cylindres en étoilerefroid. à airca.1939Annulé | Toumanski M-9018 cylindres en étoilerefroid. à airca.1939Annulé | Toumanski M-9018 cylindres en étoilerefroid. à airca.1939Annulé |  |  | Toumanski M-8814 cylindres en étoilerefroid. à airca.193916 087 construits | Toumanski M-8814 cylindres en étoilerefroid. à airca.193916 087 construits | Toumanski M-8814 cylindres en étoilerefroid. à airca.193916 087 construits | Toumanski M-8814 cylindres en étoilerefroid. à airca.193916 087 construits | Toumanski M-8814 cylindres en étoilerefroid. à airca.193916 087 construits | Toumanski M-8814 cylindres en étoilerefroid. à airca.193916 087 construits |  |  |  |  |  |  |  |  |  |  |  |  |  |  |
|                                                                |                                                                |                                                                |                                                                |                                                                |                                                                | Toumanski M-9018 cylindres en étoilerefroid. à airca.1939Annulé | Toumanski M-9018 cylindres en étoilerefroid. à airca.1939Annulé | Toumanski M-9018 cylindres en étoilerefroid. à airca.1939Annulé | Toumanski M-9018 cylindres en étoilerefroid. à airca.1939Annulé | Toumanski M-9018 cylindres en étoilerefroid. à airca.1939Annulé | Toumanski M-9018 cylindres en étoilerefroid. à airca.1939Annulé |  |  | Toumanski M-8814 cylindres en étoilerefroid. à airca.193916 087 construits | Toumanski M-8814 cylindres en étoilerefroid. à airca.193916 087 construits | Toumanski M-8814 cylindres en étoilerefroid. à airca.193916 087 construits | Toumanski M-8814 cylindres en étoilerefroid. à airca.193916 087 construits | Toumanski M-8814 cylindres en étoilerefroid. à airca.193916 087 construits | Toumanski M-8814 cylindres en étoilerefroid. à airca.193916 087 construits |  |  |  |  |  |  |  |  |  |  |  |  |  |  |
|                                                                |                                                                |                                                                |                                                                |                                                                |                                                                |                                                                 |                                                                 |                                                                 |                                                                 |                                                                 |                                                                 |  |  |                                                                            |                                                                            |                                                                            |                                                                            |                                                                            |                                                                            |  |  |  |  |  |  |  |  |  |  |  |  |  |  |
|                                                                |                                                                |                                                                |                                                                |                                                                |                                                                | Toumanski M-9218 cylindres en étoilerefroid. à airca.1943Annulé | Toumanski M-9218 cylindres en étoilerefroid. à airca.1943Annulé | Toumanski M-9218 cylindres en étoilerefroid. à airca.1943Annulé | Toumanski M-9218 cylindres en étoilerefroid. à airca.1943Annulé | Toumanski M-9218 cylindres en étoilerefroid. à airca.1943Annulé | Toumanski M-9218 cylindres en étoilerefroid. à airca.1943Annulé |  |  | Toumanski M-8914 cylindres en étoilerefroid. à airca.1941Annulé            | Toumanski M-8914 cylindres en étoilerefroid. à airca.1941Annulé            | Toumanski M-8914 cylindres en étoilerefroid. à airca.1941Annulé            | Toumanski M-8914 cylindres en étoilerefroid. à airca.1941Annulé            | Toumanski M-8914 cylindres en étoilerefroid. à airca.1941Annulé            | Toumanski M-8914 cylindres en étoilerefroid. à airca.1941Annulé            |  |  |  |  |  |  |  |  |  |  |  |  |  |  |

Le Toumanski M-88 est un moteur en étoile soviétique refroidi par air, développé peu avant la Seconde Guerre mondiale. Il a été conçu pour corriger les défauts du M-87. Les améliorations apportées au M-88 étaient un renforcement du carter, du vilebrequin, des bielles, l'ajout de nervures sur la partie basse des pistons et le remplacement du compresseur centrifuge de suralimentation par un compresseur centrifuge à deux vitesses. Le M-88 a conservé les mêmes alésages et courses que le M-87, tout en développant une puissance de 1 150 ch au lieu de 1 000 pour le M-87. 
La conception de ce moteur commença en 1937 et, en 1939, les premiers prototypes ont été testés en vol sur le prototype du chasseur Polikarpov I-180 (en).
Au début, le M-88 n'a pas été un succès, mais les concepteurs ont persévéré pour finalement le rendre fiable, si bien qu'il a été produit en grande série. Ce moteur se décline suivant de multiples versions. La plus répandue est le M-88B, dont 10 585 exemplaires ont été produits à Zaporojie et Omsk. L'arrivée du M-88B a résolu la plupart des problèmes mécaniques associés au M-87 et aux premières versions du M-88 grâce à l'ajout d'injecteurs d'huile dans le vilebrequin, l'amélioration du refroidissement et le renforcement de différents composants mécaniques.
16 087 moteurs de la famille M-88 ont été produits.
Avec le recul, il apparaît que les moteurs Toumanski dérivés des moteurs Gnome et Rhône 9K et Gnome et Rhône 14K, étaient beaucoup moins réussis que les moteurs Chvetsov dérivés du moteur Wright R-1820.

## Caractéristiques (M-88B)
Caractéristiques générales :
- Type : moteur en étoile 14 cylindres sur 2 lignes à refroidissement par air
- Alésage : Ø 146 mm
- Course : 165 mm
- Cylindrée : 38,72 l
- Masse (sèche) : 684 kg

Composants :
- Compresseur de suralimentation : centrifuge à deux rapports
- Système de refroidissement : par air

Performances :
- Puissance : 1100 ch
- Ratio de compression : 6,1:1

## Applications
- Iliouchine Il-4
- Neman R-10 (en)
- Soukhoï Su-2